# Sherman Cárdenas
Sherman Andrés Cárdenas Estupiñán (Bucaramanga, Colombia; 7 de agosto de 1989) es un futbolista colombiano. Juega como centrocampista y su equipo actual es Atlético Bucaramanga de la Categoría Primera A de Colombia.

## Trayectoria

### Atlético Bucaramanga
Sherman Cárdenas inició su carrera como profesional en la temporada 2005, con el Atlético Bucaramanga cuando tan sólo tenía 16 años de edad. Marcó su primer gol frente al club que más títulos le ha dado en su carrera como futbolista el Atlético Nacional. Algunas fechas más tarde volvió a marcar frente al Atlético Huila. Durante las temporadas 2006, 2007 y 2008 continuó demostrando su talento lo cual lo llevó a tener varias ofertas.

### Millonarios
A inicios de 2009 con 19 años de edad, y cuando se hablaba de su traspaso al fútbol internacional, el Atlético Bucaramanga decidió prestarlo por un año y con opción de compra del 30 % de sus derechos deportivos en caso de una negociación al extranjero a Millonarios. En su debut con Millonarios anotó su primer gol con la camiseta embajadora al minuto 83" en la primera fecha de la Copa Colombia 2009 enfrentando a La Equidad. En 2010 sale de Millonarios y justamente recala en La Equidad junto a Leonardo Castro.

### Junior
El 31 de enero de 2011, ficha por el Junior con el cual fue campeón del Torneo Finalización 2011 al siguiente año.

### Atlético Nacional
En 2013 es fichado por Atlético Nacional club donde ha conseguido todos los títulos a nivel local: Torneo Apertura 2013, Torneo Clausura 2013 y Copa Colombia 2013. En 2014 es base fundamental del plantel de Atlético Nacional, tanto así que en un emocionante partido disputado en el estadio Estadio Atanasio Girardot de Medellín, Atlético Nacional venció 1-0 a Atlético Mineiro vigente campeón de la Copa Libertadores, en el choque de ida por los octavos de final de la Copa Libertadores.
La única anotación del compromiso fue convertida por Sherman Cárdenas, quien con un espectacular remate de media distancia sentenció el triunfo en tiempo de adición.

### Atlético Mineiro
El 3 de febrero del 2015 se confirmó que el club Atlético Mineiro consiguió la cesión por un año con opción de compra de Sherman Cárdenas. El 22 de febrero realizó su debut con derrota de su equipo 2-1 contra el América del campeonato Estadual. El 4 de mayo consiguió su primer título en Brasil, ganando el Torneo Mineiro. A pesar de que jugó 30 partidos, no jugó con continuidad, en medio de partidos irregulares en los que no anotó un solo gol y solo hizo una asistencia en la victoria 0-1 ante Independiente Santa Fe en el Estadio Nemesio Camacho El Campín, lo que hizo que Atlético Mineirío no realizara la opción de compra por el jugador colombiano.

### Atlético Nacional
El 7 de diciembre de 2015 se confirmó que Sherman Cárdenas dejaría el club Atlético Mineiro tras un mal año en este club, el futbolista regresa de nuevo al fútbol colombiano. Debutó nuevamente en la victoria 0-3 contra Once Caldas en Manizales, siendo él quien abriría el marcador tras un gol desde fuera del área. Jugaría dos partidos en fase de grupos de Copa Libertadores. Bajo la dirección de Reinaldo Rueda, no tuvo mucha continuidad, haciendo que Sherman quedara excluido de varias convocatorias, a pesar de sus pocas oportunidades terminó el semestre con 1 gol y 6 asistencias.

### Vitória
El 10 de julio se confirma como nuevo jugador del Vitória de Brasil a préstamos por un año. Debutaría el 24 de julio en la derrota de su equipo 2-3 frente al Santos jugando 25 minutos. Rescindió su contrato con el club tras 6 meses en los que había sido descartado por el cuerpo técnico, junto a otros extranjeros del club como Jesús Dátolo y Leonardo Pisculichi.

### Liga de Quito
Se confirmaría que Sherman Cárdenas, tras varios rumores que lo situaban de nuevo en el fútbol colombiano, es nuevo jugador de Liga de Quito de la Primera División de Ecuador llegando a préstamo por un año. Marca su primer gol el 13 de agosto en la victoria 3 a 1 sobre Independiente del Valle marcando un gol de tiro libre. Llegó hasta los octavos de final de la Copa Sudamericana 2017 donde fue eliminado por Fluminense.

### Atlético Bucaramanga
Se confirma que la hija del jugador padece de cáncer, un motivo por el cual regresa al Atlético Bucaramanga por medio de un acuerdo entre Atlético Nacional y Liga de Quito, el 25 de enero se confirma su regreso al equipo de sus amores, donde podrá estar también cerca de la recuperación de su hija. El 25 de marzo marca su primer gol con el club en la goleada 4 por 1 sobre Alianza Petrolera marcando de tiro penal. El 11 de agosto marca el gol de la victoria por la mínima como visitantes contra Itagüí Leones. Su primer doblete lo hace el 8 de septiembre en la caída como locales 2-3 contra el América de Cali. El 14 de octubre marca para la victoria 2 a 1 sobre Envigado FC, marca un gol de media distancia el 20 en la goleada 3 por 0 sobre Boyacá Chicó además de dar una asistencia. El 23 de febrero del 2019 marca gol en la goleada 3 por 0 sobre Alianza Petrolera.

### Junior
El 24 de diciembre de 2019 fue confirmado como nuevo jugador de Junior, volviendo al club después de 8 años. El 11 de septiembre ganó su segundo título como rojiblanco, Junior ganó la Superliga de Colombia 2020 tras derrotar 0-2 a América de Cali en Cali.

### Atlético Bucaramanga
En su tercera etapa con el equipo leopardo distutaria por el torneo apertura 2022 su partido número 200 enfrentando al Deportivo Cali el día 16 de marzo. Así entró al top 20 de jugadores con más partidos disputados en el club.

### Once Caldas
El 5 de diciembre de 2022 fue confirmada su llegada como nuevo jugador del equipo de Manizales para el 2023, procedente del Atlético Bucaramanga, solo jugó 29 partidos.

### Alianza F. C
El 20 de enero de 2024 fue confirmada su llegada como nuevo jugador del equipo de Valledupar, llega como agente libre tras finalizar su contrato con Once Caldas.

### Atlético Bucaramanga
En su cuarta etapa con el equipo leopardo disputaria por el torneo apertura 2025.

## Estadísticas
| Club                            | Temporada           | Liga  | Liga  | Liga   | Copas Nacionales | Copas Nacionales | Copas Nacionales | Copas Internacionales | Copas Internacionales | Copas Internacionales | Total | Total | Total  | Media · goleadora · |
| Club                            | Temporada           | Part. | Goles | Asist. | Part.            | Goles            | Asist.           | Part.                 | Goles                 | Asist.                | Part. | Goles | Asist. | Media · goleadora · |
| ------------------------------- | ------------------- | ----- | ----- | ------ | ---------------- | ---------------- | ---------------- | --------------------- | --------------------- | --------------------- | ----- | ----- | ------ | ------------------- |
| Atlético Bucaramanga · Colombia | 2005-08             | 88    | 9     | 0      | -                | -                | -                | -                     | -                     | -                     | 88    | 9     | 0      | 0,10                |
| Millonarios · Colombia          | 2009                | 21    | 0     | 0      | 1                | 1                | 0                | -                     | -                     | -                     | 22    | 1     | 0      | 0,04                |
| Millonarios · Colombia          | Total               | 21    | 0     | 0      | 1                | 1                | 0                | 0                     | 0                     | 0                     | 22    | 1     | 0      | 0,04                |
| La Equidad · Colombia           | 2010                | 44    | 7     | 8      | -                | -                | -                | -                     | -                     | -                     | 44    | 7     | 8      | 0,16                |
| La Equidad · Colombia           | Total               | 44    | 7     | 8      | 0                | 0                | 0                | 0                     | 0                     | 0                     | 44    | 7     | 8      | 0,16                |
| Junior · Colombia               | 2011                | 24    | 1     | 2      | 10               | 0                | 0                | 5                     | 0                     | 0                     | 39    | 1     | 2      | 0,02                |
| Junior · Colombia               | 2012                | 30    | 3     | 1      | 9                | 4                | 0                | 5                     | 1                     | 0                     | 44    | 8     | 1      | 0,18                |
| Atlético Nacional · Colombia    | 2013                | 34    | 6     | 7      | 9                | 3                | 0                | 8                     | 1                     | 2                     | 51    | 10    | 9      | 0,20                |
| Atlético Nacional · Colombia    | 2014                | 31    | 6     | 9      | 10               | 4                | 0                | 20                    | 2                     | 3                     | 61    | 12    | 12     | 0,20                |
| Atlético Mineiro · Brasil       | 2015                | 17    | 0     | 0      | 8                | 0                | 0                | 4                     | 0                     | 1                     | 29    | 0     | 1      | 0,0                 |
| Atlético Mineiro · Brasil       | Total               | 17    | 0     | 0      | 8                | 0                | 0                | 4                     | 0                     | 1                     | 29    | 0     | 1      | 0,0                 |
| Atlético Nacional · Colombia    | 2016                | 14    | 1     | 7      | -                | -                | -                | 2                     | 0                     | 0                     | 16    | 1     | 7      | 0,06                |
| Atlético Nacional · Colombia    | Total               | 79    | 13    | 23     | 19               | 7                | 0                | 30                    | 3                     | 5                     | 128   | 23    | 28     | 0,20                |
| Vitória · Brasil                | 2016                | 20    | 0     | 1      | -                | -                | -                | 2                     | 0                     | 1                     | 22    | 0     | 2      | 0,0                 |
| Vitória · Brasil                | 2017                | -     | -     | -      | 7                | 0                | 0                | -                     | -                     | -                     | 7     | 0     | 0      | 0,0                 |
| Vitória · Brasil                | Total               | 20    | 0     | 1      | 7                | 0                | 0                | 2                     | 0                     | 1                     | 29    | 0     | 2      | 0,0                 |
| Liga de Quito · Ecuador         | 2017                | 19    | 2     | 6      | -                | -                | -                | 2                     | 0                     | 0                     | 21    | 2     | 6      | 0,20                |
| Liga de Quito · Ecuador         | Total               | 19    | 2     | 6      | 0                | 0                | 0                | 2                     | 0                     | 0                     | 21    | 2     | 6      | 0,20                |
| Atlético Bucaramanga · Colombia | 2018                | 38    | 7     | 11     | 2                | 0                | 0                | -                     | -                     | -                     | 40    | 7     | 11     | 0,18                |
| Atlético Bucaramanga · Colombia | 2019                | 38    | 6     | 4      | 3                | 0                | 0                | -                     | -                     | -                     | 41    | 6     | 4      | 0,12                |
| Junior · Colombia               | 2020                | 18    | 0     | 0      | 1                | 0                | 0                | 7                     | 0                     | 1                     | 26    | 0     | 1      | 0                   |
| Junior · Colombia               | Total               | 72    | 4     | 3      | 20               | 4                | 0                | 17                    | 1                     | 1                     | 109   | 9     | 4      | 0,09                |
| Santa Fe · Colombia             | 2021                | 14    | 3     | 0      | -                | -                | -                | 1                     | 0                     | 0                     | 15    | 3     | 0      | 0,20                |
| Santa Fe · Colombia             | Total               | 14    | 3     | 0      | 0                | 0                | 0                | 1                     | 0                     | 0                     | 15    | 3     | 0      | 0,20                |
| Atlético Bucaramanga · Colombia | 2021                | 18    | 2     | 4      | 2                | 0                | 0                | -                     | -                     | -                     | 20    | 2     | 4      | 0,10                |
| Atlético Bucaramanga · Colombia | 2022                | 44    | 8     | 10     | 1                | 0                | 0                | -                     | -                     | -                     | 45    | 8     | 10     | 0,05                |
| Once Caldas · Colombia          | 2023                | 29    | 0     | 2      | -                | -                | -                | -                     | -                     | -                     | 29    | 0     | 2      | 0                   |
| Once Caldas · Colombia          | Total               | 29    | 0     | 2      | 0                | 0                | 0                | 0                     | 0                     | 0                     | 29    | 0     | 2      | 0                   |
| Alianza Valledupar · Colombia   | 2024                | 12    | 0     | 0      | -                | -                | -                | 1                     | 0                     | 0                     | 13    | 0     | 0      | 0                   |
| Alianza Valledupar · Colombia   | Total               | 12    | 0     | 0      | 0                | 0                | 0                | 1                     | 0                     | 0                     | 13    | 0     | 0      | 0                   |
| Atlético Bucaramanga · Colombia | 2025                |       |       |        |                  |                  |                  |                       |                       |                       |       |       |        |                     |
| Atlético Bucaramanga · Colombia | Total               | 226   | 32    | 15     | 7                | 0                | 0                | 0                     | 0                     | 0                     | 233   | 32    | 20     | 0,10                |
| Total en su carrera             | Total en su carrera | 516   | 54    | 67     | 62               | 12               | 0                | 56                    | 4                     | 8                     | 638   | 70    | 71     | 0,11                |

### Selección
| Sub-20 · Colombia                                          | 2009                       | — | — | 7 | 1 | — | — | 7 | 1 |
| Sub-20 · Colombia                                          | Total                      | 0 | 0 | 7 | 1 | 0 | 0 | 7 | 1 |
| Total Selecciones Colombia                                 | Total Selecciones Colombia | 0 | 0 | 7 | 1 | 0 | 0 | 7 | 1 |
| (1) Incluye los partidos de: Clasificatorias Sudamericanas |                            |   |   |   |   |   |   |   |   |

## Palmarés

### Campeonatos regionales
| Título                | Club             | Sede         | Año  |
| --------------------- | ---------------- | ------------ | ---- |
| Campeonato Mineiro    | Atlético Mineiro | Minas Gerais | 2015 |
| Campeonato Paranaense | Vitória          | Paraná       | 2017 |

### Campeonatos nacionales
| Título                | Club              | País     | Año  |
| --------------------- | ----------------- | -------- | ---- |
| Torneo Finalización   | Junior            | Colombia | 2011 |
| Torneo Apertura       | Atlético Nacional | Colombia | 2013 |
| Copa Colombia         | Atlético Nacional | Colombia | 2013 |
| Torneo Finalización   | Atlético Nacional | Colombia | 2013 |
| Torneo Apertura       | Atlético Nacional | Colombia | 2014 |
| Superliga de Colombia | Junior            | Colombia | 2020 |

### Campeonatos internacionales
| Título            | Club              | País     | Año  |
| ----------------- | ----------------- | -------- | ---- |
| Copa Libertadores | Atlético Nacional | Colombia | 2016 |

### Distinciones individuales
| Distinción                                     | Año  |
| ---------------------------------------------- | ---- |
| Parte del Equipo Ideal de la Copa Libertadores | 2014 |